# Seznam chráněných území v okrese Chrudim
Toto je seznam chráněných území v okrese Chrudim.
| Kód  | Obrázek                                  | Typ  | Název                         | Rozloha (ha) | Galerie Commons                                                          | Popis území | Souřadnice                       |
| ---- | ---------------------------------------- | ---- | ----------------------------- | ------------ | ------------------------------------------------------------------------ | --- | -------------------------------- |
| 2117 | Popis obrazku                            | PR   | Anenské údolí                 | 74,19        | Kategorie „Anenské údolí (nature reserve)“ na Wikimedia Commons          | Ochrana rostlinných společenstev mezofilních lesů, přípotočních olšin, suchomilných trávníků a vlhkých luk s výskytem ohrožených druhů rostlin a živočichů v krajinářsky hodnotném údolí Anenského potoka | 49°52′20″ s. š., 15°59′26″ v. d. |
| 1628 | Nejzápadnější část                       | PP   | Bahna                         | 17,64        | Kategorie „Bahna (natural monument)“ na Wikimedia Commons                | Přírodní společenstva přechodových rašelinišť, nevápnitých mechových slatinišť, vysokých ostřic, vlhkých pcháčových luk a tužebníkových lad, bezkolencových luk a smilkových trávníků s chráněnými a ohroženými druhy rostlin a živočichů | 49°45′12″ s. š., 15°59′33″ v. d. |
| 2425 | Boušovka v dubnu                         | PP   | Boušovka                      | 1,14         | Kategorie „Boušovka“ na Wikimedia Commons                                | Mělký lesní rybníček s výskytem růžové formy leknínu bílého | 49°52′36″ s. š., 15°47′25″ v. d. |
| 5610 | Přírodní památka Bučina - Spálený kopec  | PP   | Bučina - Spálený kopec        | 38,13        | Kategorie „Přírodní památka Bučina - Spálený kopec“ na Wikimedia Commons | Společenstva přírodě blízkých smrkových bučin kyselých, živných a humusem obohacených stanovišť, evropsky významné a zvláště chráněné druhy ptáků - sýc rousný, datel černý a holub doupňák | 49°44′48″ s. š., 16°2′36″ v. d.  |
| 1629 | PP Buchtovka                             | PP   | Buchtovka                     | 5,56         | Kategorie „Buchtovka“ na Wikimedia Commons                               | Rašelinné louky s výskytem mnoha ohrožených druhů rostlin a živočichů | 49°46′24″ s. š., 15°48′31″ v. d. |
| 1630 | Farář                                    | PP   | Farář                         | 8,00         | Kategorie „Farář (natural monument)“ na Wikimedia Commons                | Rybník s výskytem kotvice plovoucí | 49°53′28″ s. š., 15°51′56″ v. d. |
| 101  | Habrov                                   | PR   | Habrov                        | 20,60        | Kategorie „Habrov“ na Wikimedia Commons                                  | Ochrana vzácných teplomilných rostlinných společenstev (lilie zlatohlavá, dymnivka dutá, sasanka hajní aj.) v hajním dubohabrovém porostu, doplněném na okrajích doprovodnými lemy keřů lučními enklávami i mokřadními stanovišti. Území je bohaté na výskyt různých druhů bezobratlých i obratlovců. V jižní části památkově chráněné pravěké hradiště z konce neolitického období.        | 49°57′59″ s. š., 15°50′8″ v. d.  |
| 5895 | Heřmanův Městec                          | PP   | Heřmanův Městec               | 63,87        | Kategorie „Heřmanův Městec (natural monument)“ na Wikimedia Commons      | Saproxylický hmyz - zejména páchník hnědý, dále pak savci a ptáci vázaní na porosty starých doupných stromů | 49°56′28″ s. š., 15°39′57″ v. d. |
|      | v místě PP Heřmanův Městec               | PřP  | Přírodní park Heřmanův Městec | 341          | Kategorie „Nature park Heřmanův Městec“ na Wikimedia Commons             | | 49°56′16″ s. š., 15°40′28″ v. d. |
| 1888 | PR Hluboký rybník                        | PR   | Hluboký rybník                | 14,44        | Kategorie „Hluboký rybník (Nature reserve)“ na Wikimedia Commons         | Ochrana saproxylického hmyzu - zejména páchník hnědý (jakožto evropsky významný druh), dále pak savci, ptáci, obojživelníci a plazi vázaní na mokřadní společenstva, a jejich biotop | 49°51′46″ s. š., 15°50′9″ v. d.  |
| 123  | Hrobka                                   | PP   | Hrobka                        | 1,45         | Kategorie „Hrobka (natural monument)“ na Wikimedia Commons               | Ochrana suchomilné květeny na jižní lesostepní stráni nad Okrouhlickým potokem (bělozářka větvitá, kokořík mnohokvětý, šalvěj přeslenitá, hvozdík kartouzek aj.) | 49°53′41″ s. š., 15°48′26″ v. d. |
| 1669 | Hrubský                                  | PR   | Hubský                        | 11,56        | Kategorie „Hubský“ na Wikimedia Commons                                  | Hubský rybník s rašelinnými loukami s výskytem ohrožených druhu rostlin a živočichů | 49°48′29″ s. š., 15°49′21″ v. d. |
| 2199 |                                          | PP   | Chrašická stráň               | 1,74         | Kategorie „Chrašická stráň“ na Wikimedia Commons                         | Cenný geologický útvar opukové stráně s přirozenými společenstvy teplomilné květeny v semixerotermních trávnících a částečně s porosty teplomilných křovin, výskyt teplomilných druhů hmyzu a chráněných druhů ptáků a dalších obratlovců | 49°54′17″ s. š., 15°56′58″ v. d. |
| 211  | Lesní porost v NPP Kaňkovy hory          | NPP  | Kaňkovy hory                  | 224,3479     | Kategorie „Kaňkovy hory“ na Wikimedia Commons                            | Lesní ekosystémy bučin, suťových lesů, mokřadních olšin a lužních lesů s výskytem vzácných a chráněných druhů, mj. ptáků holuba doupňáka a lejska malého, biotop vzácného a ohroženého čolka horského | 49°51′16″ s. š., 15°36′3″ v. d.  |
| 1631 | Fotografie přírodní památky              | PP   | Kaštanka                      | 1,08         | Kategorie „Nasavrcká kaštanka“ na Wikimedia Commons                      | Parkově upravený porost kaštanu jedlého, výsadba z r. 1776 | 49°50′52″ s. š., 15°48′10″ v. d. |
| 1576 | Krkanka                                  | PR   | Krkanka                       | 98,10        | Kategorie „Krkanka“ na Wikimedia Commons                                 | Morfologicky členité území s hlubokým kaňonem řeky Chrudimky a jejich přítoků. Území se vyznačuje řadou geomorfologických jevů (mrazové sruby, kamenná moře, sutě, balvanitá řečiště, vodopád na jednom z přítoků Chrudimky) dále pak zastoupení přirozených lesních společenstev s bohatým výskytem řady botanických a zoologických druhů. Území je hnízdištěm výra velkého                | 49°51′34″ s. š., 15°47′22″ v. d. |
| 1772 | Štěnecký rybník                          | PP   | Kusá hora                     | 182,60       | Kategorie „Kusá hora“ na Wikimedia Commons                               | Ochrana lesních biotopů s výskytem čistých bučin a smíšených dubohabrových porostů na opukovém podloží se zastoupením jedlí a acidofilních doubrav, a dále botanicky cenných hajních a teplomilných druhů rostlin na stráních (např. kokořík mnohokvětý, lilie zlatohlavá, dymnivka dutá, střevičník pantoflíček aj.), vodních rostlin (prustka obecná) a vlhkomilných vstavačů             | 49°54′54″ s. š., 16°3′55″ v. d.  |
| 1632 |                                          | PP   | Les na dolíku                 | 5,00         | Kategorie „Les na dolíku“ na Wikimedia Commons                           | Bohaté naleziště dřípatky horské | 49°45′43″ s. š., 15°51′46″ v. d. |
| 6136 | Lovětínská rokle v NPR Lichnice          | NPR  | Lichnice                      | 120,3942     | Kategorie „Lichnice (national nature reserve)‎“ na Wikimedia Commons      | Přirozené lesní ekosystémy bučin, suťových lesů, suchých borů a mokřadních olšin, skalní a travinné ekosystémy skal, drolin a suchých trávníků, vodní ekosystémy makrofytní vegetace vodních toků | 49°52′49″ s. š., 15°35′4″ v. d.  |
| 1633 | Louky v Jeníkově                         | PP   | Louky v Jeníkově              | 27,75        | Kategorie „Louky v Jeníkově“ na Wikimedia Commons                        | Rašelinné louky se vzácnou květenou, hlavně vstavače | 49°44′20″ s. š., 15°57′39″ v. d. |
| 1502 | Maštale                                  | PR   | Maštale                       | 1 041        | Kategorie „Maštale“ na Wikimedia Commons                                 | Charakteristické skalní útvary s převahou cenomanských pískovců a na nich zastoupených kulturních a reliktních boru | 49°50′8″ s. š., 16°7′25″ v. d.   |
| 264  | Na Obůrce                                | PP   | Na Obůrce                     | 1,50         | Kategorie „Na Obůrce“ na Wikimedia Commons                               | Ochrana prameniště a pozemku se společenstvy sveřepcových luk s výskytem ohrožených druhů rostlin a živočichů zejména vzácného plže praménky rakouské a trličníku brvitého | 49°51′45″ s. š., 15°35′5″ v. d.  |
| 865  | Na skalách                               | PP   | Na skalách                    | 3,90         | Kategorie „Na skalách (natural monument)“ na Wikimedia Commons           | Projevy transgrese druhohorních cenomanských pískovců na prvohorní ordovické křemence, výskyt valounů na bázi křídových sedimentů jako doklad blízkosti příbojové zóny | 49°54′57″ s. š., 15°46′18″ v. d. |
| 1704 | Návesník                                 | PP   | Návesník                      | 29,81        | Kategorie „Návesník“ na Wikimedia Commons                                | Zrašelinělé louky se vzácnou a ohroženou flórou a faunou | 49°42′35″ s. š., 15°55′26″ v. d. |
| 288  | Oheb                                     | PR   | Oheb                          | 26,46        | Kategorie „Oheb (nature reserve)“ na Wikimedia Commons                   | Ochrana přirozených podhorských suťových lesů, reliktních borů a acidofilní bikové bučiny. Jedná se o rozsáhlá suťoviska. Skalní stanoviště; hnízdiště výra velkého. Význačné malakozoologické naleziště | 49°49′49″ s. š., 15°39′12″ v. d. |
| 1974 | Pivnice                                  | PP   | Pivnice                       | 34,00        | Kategorie „Pivnice (natural monument)“ na Wikimedia Commons              | Kaňon v opukách, pestrá geomorfologie, výskyt mloka, mechů a kapraďorostů | 49°50′39″ s. š., 16°5′55″ v. d.  |
| 2118 | Podskala                                 | PP   | Podskala                      | 3,70         | Kategorie „Podskala“ na Wikimedia Commons                                | Vzácné a ohrožené druhy rostlin (křikavec, prvosenka vyšší, aj.) a chráněný druh obojživelníka - mloka skvrnitého | 49°52′ s. š., 15°56′50″ v. d.    |
| 1771 | Polánka                                  | PP   | Polánka                       | 0,32         | Kategorie „Polánka (natural monument)“ na Wikimedia Commons              | Suchá louka s významnou květenou, jediná lokalita prstnatce bezového v Železných horách | 49°49′58″ s. š., 15°44′21″ v. d. |
| 333  |                                          | PR   | Polom                         | 20,24        | Kategorie „Polom (nature reserve)“ na Wikimedia Commons                  | Fragmenty jednobukového pralesa, prameništních jasanin a lužních olšin s výskytem vzácných rostlinných a živočišných druhů | 49°47′29″ s. š., 15°45′13″ v. d. |
| 1973 | Ptačí ostrovy                            | PP   | Ptačí ostrovy                 | 10,17        | Kategorie „Ptačí ostrovy“ na Wikimedia Commons                           | Vlhké louky a zachovalé břehové porosty, významná hnízdiště, mimořádné havraní kolonie | 49°57′20″ s. š., 15°48′27″ v. d. |
| 1634 | Ratajské rybníky                         | PP   | Ratajské rybníky              | 11,42        | Kategorie „Ratajské rybníky“ na Wikimedia Commons                        | Soustava rybníků a vlhké louky s bohatou květenou | 49°46′11″ s. š., 15°56′10″ v. d. |
| 1670 | Strádovka                                | PR   | Strádovka                     | 45,28        | Kategorie „Strádovka“ na Wikimedia Commons                               | Rohozenský rybník s vlhkými loukami a vzácnou květenou a zvířenou | 49°48′31″ s. š., 15°48′16″ v. d. |
| 1770 | Strádovské Peklo                         | PR   | Strádovské Peklo              | 87,32        | Kategorie „Strádovské Peklo“ na Wikimedia Commons                        | Komplex suťových lesů přirozeného charakteru s ohroženými druhy rostlin a živočichů | 49°52′4″ s. š., 15°48′46″ v. d.  |
| 1577 | Střemošická stráň                        | PR   | Střemošická stráň             | 45,52        | Kategorie „Střemošická stráň“ na Wikimedia Commons                       | Ochrana přirozených lesních a lesostepních společenstev na opukových stráních s dubohabrovým porostem a přilehlými lemy bohatými výskytem chráněných a ohrožených druhů rostlin (vstavač májový, vstavač nachový, střevíčník pantoflíček, prvosenka jarní, medovník meduňkolistý, okrotice bílá, orlíček planý aj.). Tato společenstva dále doplňují stepní druhy hmyzu a drobného ptactva. | 49°53′11″ s. š., 16°5′3″ v. d.   |
| 2200 | Pohled na lokalitu                       | PP   | Střítežská rokle              | 16,48        | Kategorie „Střítěžská rokle“ na Wikimedia Commons                        | Cenný geologický a geomorfologický útvar, významné rozmnožiště silně ohroženého živočišného druhu - mloka skvrnitého | 49°51′5″ s. š., 16°5′40″ v. d.   |
| 6196 | Přírodní památka Trhovokamenické rybníky | PP   | Trhovokamenické rybníky       | 55,4847      | Kategorie „Trhovokamenické rybníky “ na Wikimedia Commons                | Rybniční soustava s biotopy makrofytní vegetace přirozeně eutrofních a mezotrofních stojatých vod a přirozené koryto řeky v zachovalé údolní nivě | 49°46′50″ s. š., 15°49′36″ v. d. |
| 1635 | Přírodní památka U Tučkovy hájenky       | PP   | U Tučkovy hájenky             | 3,26         | Kategorie „U Tučkovy hájenky“ na Wikimedia Commons                       | Rašelinná loučka s významnou květenou | 49°44′11″ s. š., 16°1′17″ v. d.  |
| 1801 | PP Úpolíny u Kamenice 15                 | PP   | Upolíny u Kamenice            | 1,96         | Kategorie „PP Úpolíny u Kamenice“ na Wikimedia Commons                   | Slatinná louka s výskytem vzácných druhů (vrba borůvkovitá - jen 2 lokality v ČR) | 49°47′26″ s. š., 15°50′13″ v. d. |
| 1705 | V Koutech                                | PP   | Utopenec                      | 13,44        | Kategorie „Přírodní památka Utopenec“ na Wikimedia Commons               | Rašelinná louka při meandrujícím Vortovském potoce | 49°43′13″ s. š., 15°55′53″ v. d. |
| 483  | V Koutech                                | PP   | V Koutech                     | 0,50         | Kategorie „V Koutech“ na Wikimedia Commons                               | Bažinatá louka s typickou květenou | 49°50′7″ s. š., 15°47′40″ v. d.  |
| 2127 | Vápenice                                 | PR   | Vápenice                      | 41,85        | Kategorie „Vápenice (nature reserve)“ na Wikimedia Commons               | Ochrana přirozených lesních společenstev bučin a dubohabřin místy pralesovitého charakteru nad řekou Chrudimkou. Úsek řeky se vyznačuje pestrým druhovým složením ichtyofauny se zastoupením zvláště chráněných druhů ryb, výskyt vzácných druhů rostlin a živočichů | 49°50′47″ s. š., 15°43′48″ v. d. |
| 1578 | Volákův kopec                            | PR   | Volákův kopec                 | 87,41        | Kategorie „Volákův kopec“ na Wikimedia Commons                           | Botanická lokalita, výskyt tetřívka | 49°43′46″ s. š., 15°58′46″ v. d. |
| 1636 | Vršovská olšina                          | PR   | Vršovská olšina               | 19,60        | Kategorie „Vršovská olšina“ na Wikimedia Commons                         | Mozaika mokřadních, lužních a prameništních olšin s hojným výskytem bledule jarní | 49°49′16″ s. š., 15°43′33″ v. d. |
| 1637 |                                          | PP   | Zlámanec                      | 11,47        | Kategorie „Přírodní památka Zlámanec“ na Wikimedia Commons               | Rybník a vlhké louky s bohatou květenou | 49°42′14″ s. š., 15°56′6″ v. d.  |
| 1579 | Zubří                                    | PR   | Zubří                         | 25,00        | Kategorie „Zubří (nature reserve)“ na Wikimedia Commons                  | Smilkové vřesoviště s pramennými vývěry, na kterých v nižších částech odchází k zrašelinění a tvorbě mokřadů. Výskyt hořečku českého, tolije bahenní, rosnatky aj. | 49°46′32″ s. š., 15°47′37″ v. d. |
| 75   | CHKO Žďárské vrchy                       | CHKO | Žďárské vrchy                 | 71 500       | Kategorie „Žďárské vrchy“ na Wikimedia Commons                           | | 49°39′9″ s. š., 16°1′3″ v. d.    |
| 65   | CHKO Železné hory                        | CHKO | Železné hory                  | 28 400       | Kategorie „Železné hory“ na Wikimedia Commons                            | | 49°48′3″ s. š., 15°43′57″ v. d.  |

## Zrušená chráněná území
| Kód  | Obrázek        | Typ | Název                          | Rozloha (ha) | Galerie Commons                                                  | Popis území | Souřadnice                       |
| ---- | -------------- | --- | ------------------------------ | ------------ | ---------------------------------------------------------------- | --- | -------------------------------- |
| 247  | Mlýnský rybním | PP  | Mlýnský rybník a rybník Rohlík | 9,55         | Kategorie „Mlýnský rybník a rybník Rohlík“ na Wikimedia Commons  | Vodní a mokřadní přírodní společenstva s biotopy makrofytní vegetace přirozené eutrofních a mezotrofních stojatých vod, rákosin a vegetace vysokých ostřic, na něž navazuje údolní niva s biotopy vlhkých pcháčových luk a tužebníkových lad, nevápnitých mechových slatinišť a údolních jasanovo-olšových luhů s výskytem chráněných a ohrožených druhů rostlin a živočichů | 49°46′58″ s. š., 15°49′5″ v. d.  |
| 1703 |                | PP  | Zadní rybník                   | 33,16        | Kategorie „Zadní rybník (natural monument)“ na Wikimedia Commons | Zarůstající rybník s cennými společenstvy rostlin i živočichů | 49°46′44″ s. š., 15°49′41″ v. d. |